# Syrmaticus
Syrmaticus es un género de aves galliformes de la familia Phasianidae que incluye cinco especies de faisanes asiáticos.

## Especies
El género Syrmaticus comprende las siguientes especies:
- Syrmaticus ellioti - China
- Syrmaticus humiae - India, Birmania, China y Tailandia
- Syrmaticus mikado - Taiwán
- Syrmaticus soemmerringii - Japón
- Syrmaticus reevesii - China